# Jajko na miękko

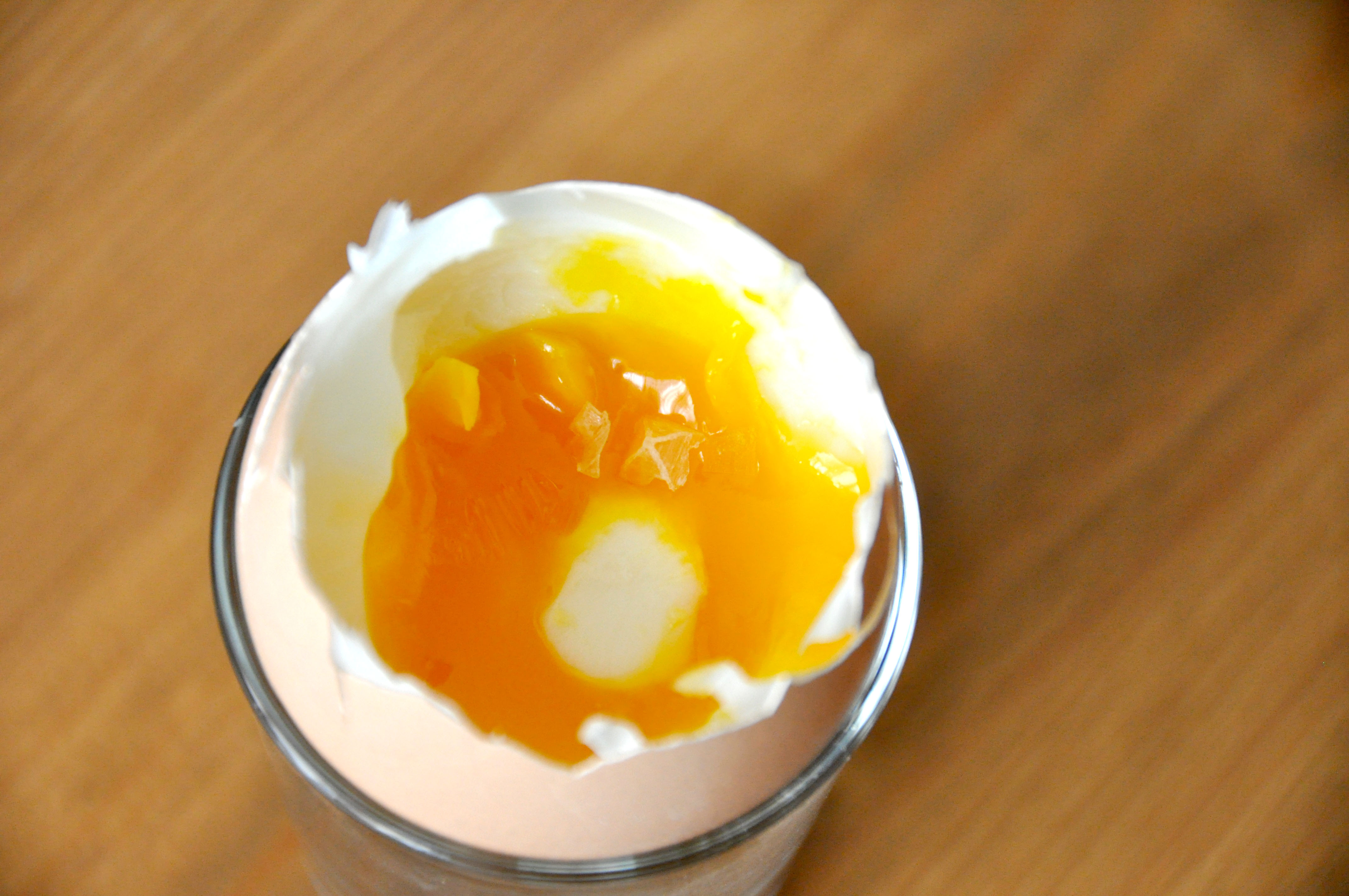
Żółtko w dobrze ugotowanym jajku na miękko

Jajko na miękko – jajko gotowane w wodzie tak długo aż dojdzie do całkowitego ścięcia białka, ale nie żółtka. Tak przygotowane jajka mogą być jedzone same lub z dodatkami.
Jedno kurze jajko na miękko zawiera przeciętnie 88 kilokalorii.
Istnieje kilka technik gotowania jaj na miękko, jedna sugeruje gotowanie przez 3-5 minut po włożeniu do wrzątku, inna aby doprowadzić wodę do wrzenia z od początku zanurzonym jajkiem i podgrzewanie przez dwie minuty od rozpoczęcia wrzenia przez wodę.
Dłuższe niż opisane gotowanie jajka powoduje ścięcie żółtka i powstanie jajka na twardo.